# 李文全 (射箭运动员)
李文全（1986年1月18日—），廣西人，中國男子射箭運動員，壮族。

## 生涯
李文全于2001年至2002年期间，在廣西荔浦縣體育學校參與射箭訓練，隨後進入廣西射箭隊。在2004年，他入選國家青年隊，兩年後晉升國家一隊。
李文全在國家青年隊時，取得了合川冠軍賽和北京錦標賽男子團體比赛的亞軍。2006年，他分別在福建冠軍賽的男子個人和排名小項中折桂。同年的多哈亞運，李文全在个人项目上以總成績1276環得第16位，團體赛中被馬來西亞队所淘汰。
在2008年北京奥运会上，作为中国射箭队团体赛成员的李文全與姜林、薛海峰一起夺得了男子射箭团体赛的铜牌。